# (4709) Энном
(4709) Энном (лат. Ennomos) — троянский астероид Юпитера, двигающийся в точке Лагранжа L5, в 60° позади планеты. Астероид был открыт 12 октября 1988 года американским астрономом Кэролин Шумейкер в Паломарской обсерватории и назван в честь персонажа древнегреческой мифологии.
- Орбита астероида Энном и его положение в Солнечной системе

Фотометрические наблюдения, проведённые в 1990 году, позволили получить кривые блеска этого тела, из которых следовало, что период вращения астероида вокруг своей оси равняется 12,275 ± 0,008 часам, с изменением блеска по мере вращения 0,47 ± 0,01 m.